# 螺板綱
螺板綱 (らはんこう、Helicoplacoidea) は、絶滅した棘皮動物の分類群の一つ。カンブリア紀前期に生息していた。

## 形態・生態
ヒトデのような五放射相称ではなく、丸みのある葉巻型である。側面に口があり、そこから上に2本、下に1本の食溝（歩帯）が螺旋状に伸びる。歩帯の間には間歩帯板が並ぶが、ある程度可動性があり、体全体を伸び縮みさせることができる。
懸濁物食者で、細かい泥底に体の下部を埋めて生活していたと考えられる。
歩帯は3本で、他の棘皮動物（5本）より少ない。だが螺旋状になっているため、長さの合計では同時代の棘皮動物を上回り、懸濁物の収集・呼吸などの機能を十分に果たすことができたと推測される。肛門は確認されていないが、存在したならば上端に開口していたと考えられる。

## 分類
かつては、螺板綱は棘皮動物が五放射相称を獲得する以前に分化した、原始的な分類群だと考えられていた。だが現在は、座ヒトデのような五放射相称の棘皮動物が、幼形進化によって二次的にこのような体制を獲得したと考えられるようになっている。

### 下位分類
4属が発見されている。
- Westgardella
- Helicoplacidae Durham and Caster, 1963
  - Helicoplacus Durham and Caster, 1963 - 最初に記載された属。タイプ標本はカリフォルニアのホワイト山脈で発見された。
  - Polyplacus Durham, 1967
  - Waucobella Durham, 1967